# Salvadoraceae
Salvadoraceae — родина рослин порядку Brassicales, що складається з трьох родів із загальною кількістю 11 відомих видів. Вони зустрічаються в Африці (включаючи Мадагаскар), Південно-Східній Азії та на Яві, що свідчить про те, що вони, ймовірно, зустрічаються на більшій частині Малесії.